# 許癸厄亞之碗

許癸厄亞之碗（英語：Bowl of Hygieia）是希臘神話中的道具，多被描繪為一個砵狀的藥盤，由名醫阿斯克勒庇俄斯的女兒、健康女神許癸厄亞所擁有的杯碗。許多石像及壁畫上的許癸厄亞，都以此碗餵飼一條長蛇。

## 形象及意義
許癸厄亞的碗跟其父親阿斯克勒庇俄斯的蛇杖一樣，有一條蛇盤旋在上，兩者同樣具備醫學、治療的象徵意義，是現今世界常用的符號之一。仔細分類的話，「阿斯克勒庇俄斯之杖」代表著「醫學」，而「許癸厄亞之碗」則代表著「藥學」。

## 相關項目
- 許癸厄亞
- 阿斯克勒庇俄斯之杖
- 聖杯